# Орден Фридриха
Орден Фридриха (нем. Friedrichs-Orden) — основанный 1 января 1830 года королём Вюртемберга Вильгельмом I и названный в честь отца короля, Фридриха I, орден.

## Описание ордена
Знак ордена Фридриха представлял собой золотой, белой эмалью покрытый крест с золотыми краями. Между перекладинами креста — по 5 золотых лучей. В центре креста медальон, на котором профильное изображение головы короля Фридриха с надписью: Friedrich König von Württemberg. К орденам высших классов — Большому кресту и Комтурному — полагались также и нагрудные звёзды. За военные заслуги вручался орден со скрещёнными двумя мечами, окружёнными кольцом.
Орденская лента была небесно-голубая (в связи с чем рыцари ордена получили прозвище голубой Фриц («der blaue Fritz»).
После смерти носителя ордена его знак должен был быть возвращён в орденскую сокровищницу. Это правило действовало даже после упразднения дворянских званий и сословных привилегий во время Веймарской республики.

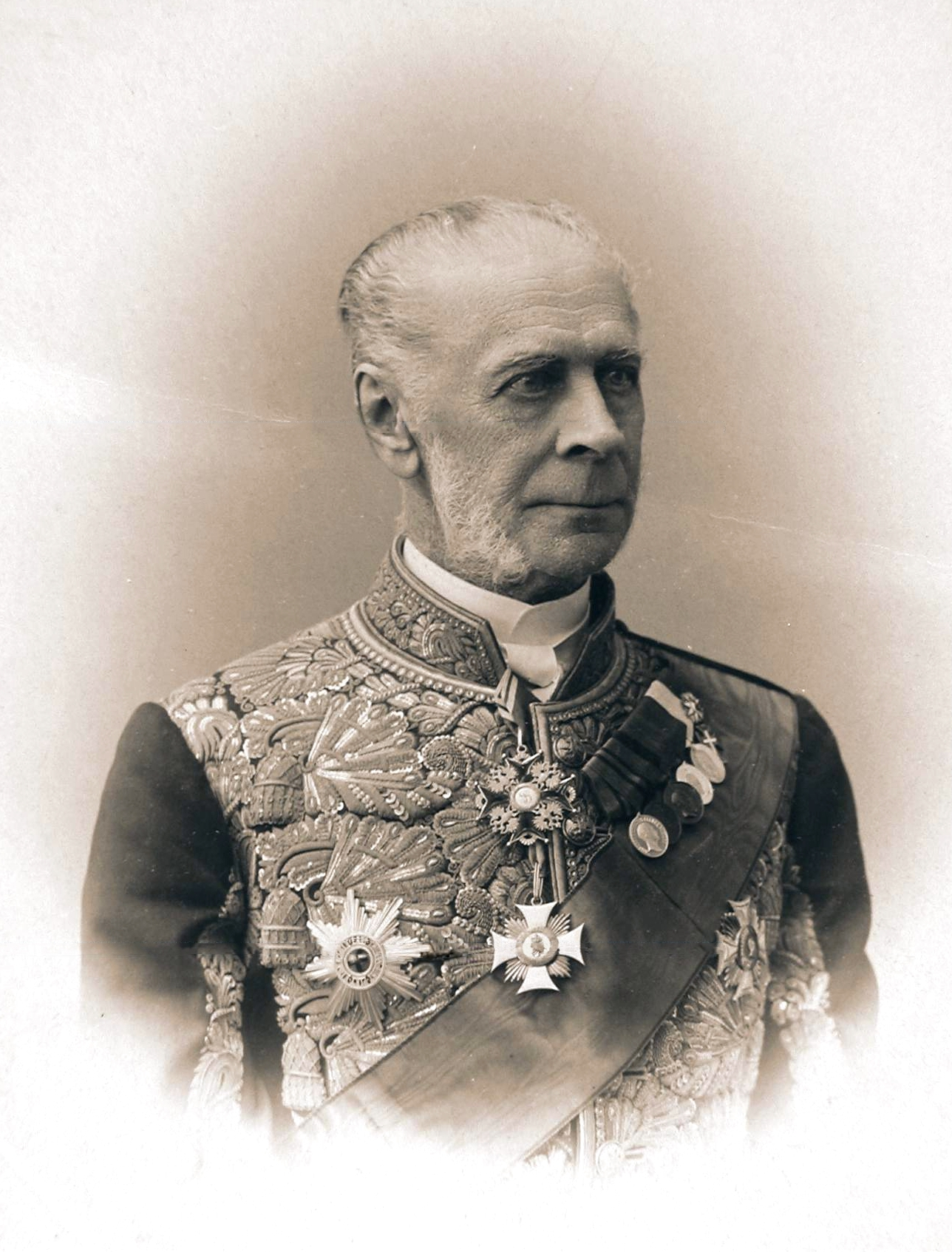
Комтурские знак и звезда на портрете П. С. Строганова

## Подразделение на классы
Первоначально существовала лишь одна степень в ордене — рыцарская. Награждение орденом предоставляло право на личное дворянство (в случае, если обладатель ордена был подданным Вюртемберга недворянского происхождения). Согласно новому эдикту от 3 января 1856 года о статуте ордена Фридриха возведение в дворянское сословие более не практиковалось и орден был разделён на 4 класса:
- Большого креста (с 1899 года — с короной)
- Комтура первого класса
- Комтура второго класса
- Рыцаря

Все награждённые до этого эдикта были приравнены к классу «Большого креста». В 1870 году рыцари также были разделены на I и II классы. С 1886 рыцари I класса стали именоваться почётными рыцарями, а рыцари II класса — просто рыцарями. С августа 1892 года, согласно новому королевскому указу, к ордену Фридриха вводилась также золотая медаль «За заслуги». Медаль носилась на левой стороне груди, на орденской ленте.